# Ilanski
Ilanski (en russe : Иланский) est une ville du kraï de Krasnoïarsk en Russie, et le centre administratif du raïon Ilanski. Sa population s'élevait à 15 751 habitants en 2013.

## Géographie
Ilanski est arrosée par la rivière Ilanka et se trouve à 188 km à l'est de Krasnoïarsk et à 3 528 km à l'est de Moscou.

## Histoire
Ilanski est d'abord le village d’Ilanskaïa (Ила́нская) fondé en 1645. Il accéda au statut de commune urbaine en 1929 puis à celui de ville en 1939.

## Population
Recensements (*) ou estimations de la population
| 1931  | 1939*  | 1959*  | 1970*  | 1979*  |
| ----- | ------ | ------ | ------ | ------ |
| 7 100 | 25 319 | 26 911 | 22 852 | 19 995 |

| 1989*  | 2002*  | 2010*  | 2012   | 2013   |
| ------ | ------ | ------ | ------ | ------ |
| 18 409 | 17 073 | 16 111 | 15 974 | 15 751 |

## Transports
Ilanski possède une gare sur le chemin de fer Transsibérien, au kilomètre 4376 depuis Moscou.